# Zieversbeek
De Zieversbeek is een beek in Nederlands Zuid-Limburg. De beek wordt gevoed door vele kleine zijbeken en lokale bronnen tussen Holset, Raren, Wolfhaag en Vaals en mondt uit in de Selzerbeek ten oosten van Lemiers. De Zieversbeek is de belangrijkste zijtak van de Selzerbeek en ligt in het landschap in een kom die omsloten wordt door Holset, de Vijlenerbossen en de Vaalserberg.

## Geschiedenis
Vlak bij de monding van de Zieversbeek in de Selzerbeek lag in de Romeinse tijd de Romeinse villa Lemiers.
In het begin van de 20e eeuw werd er voor de tramlijn Maastricht-Vaals een talud met duiker aangelegd om de laagte van de Zieversbeek te overbruggen.

## Watermolens
Op de Zieversbeek bevinden zich drie watermolens, stroomafwaarts gezien zijn dat:
- De Vaalsbroekermolen bij Kasteel Vaalsbroek, die gevoed wordt door water uit een vergaarvijver, gevoed door een groot aantal bronnen op het landgoed van het kasteel.
- De Frankenhofmolen in de buurtschap Weijerhof tussen Holset en Vaals, die door twee stuwvijvers gevoed werd, waarvan de waterstand geregeld wordt door een sluisje in de Zieversbeek.
- De Schuurmolen aan de Oude Akerweg.

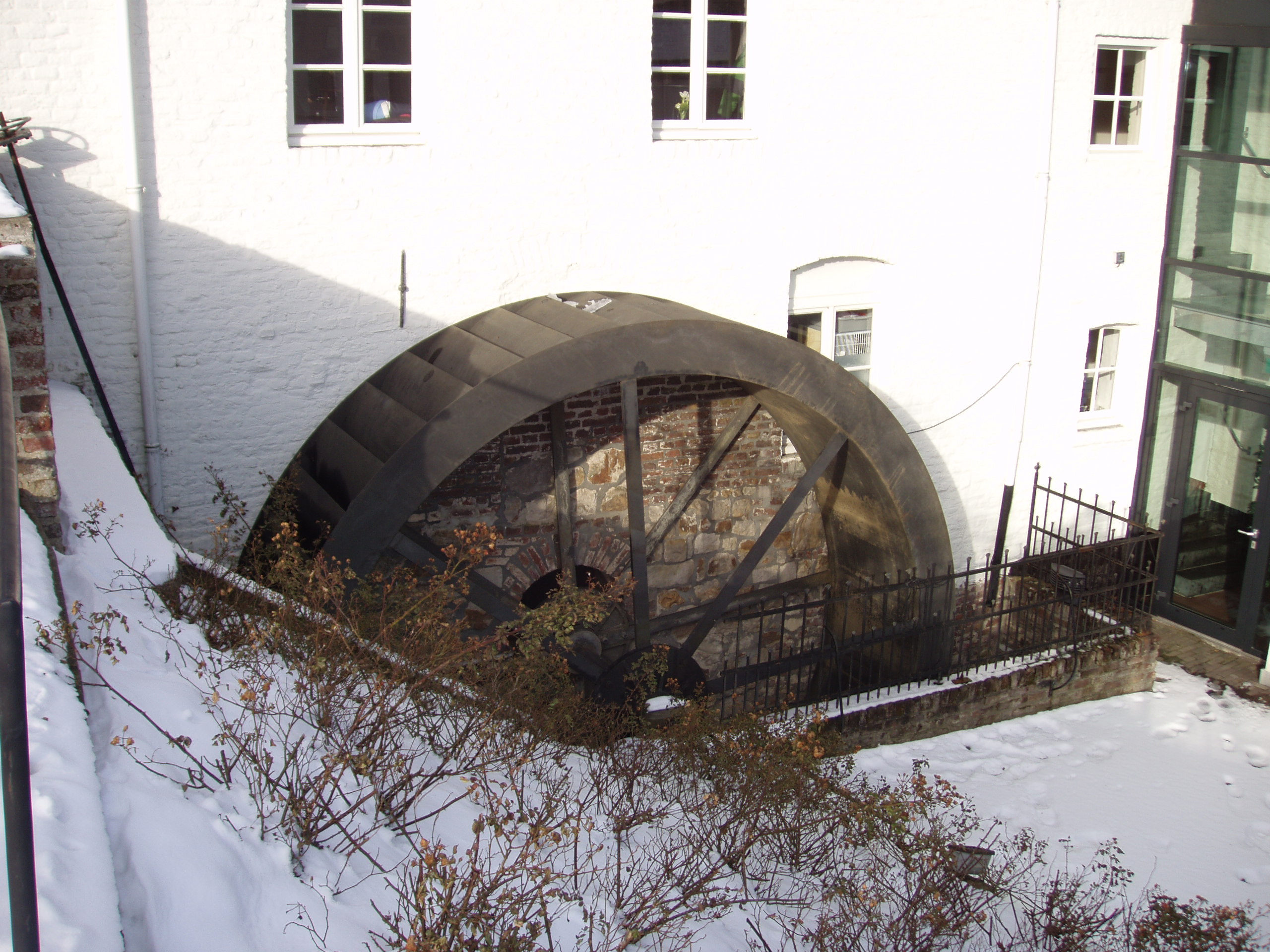
De Vaalsbroekermolen met molenvijver
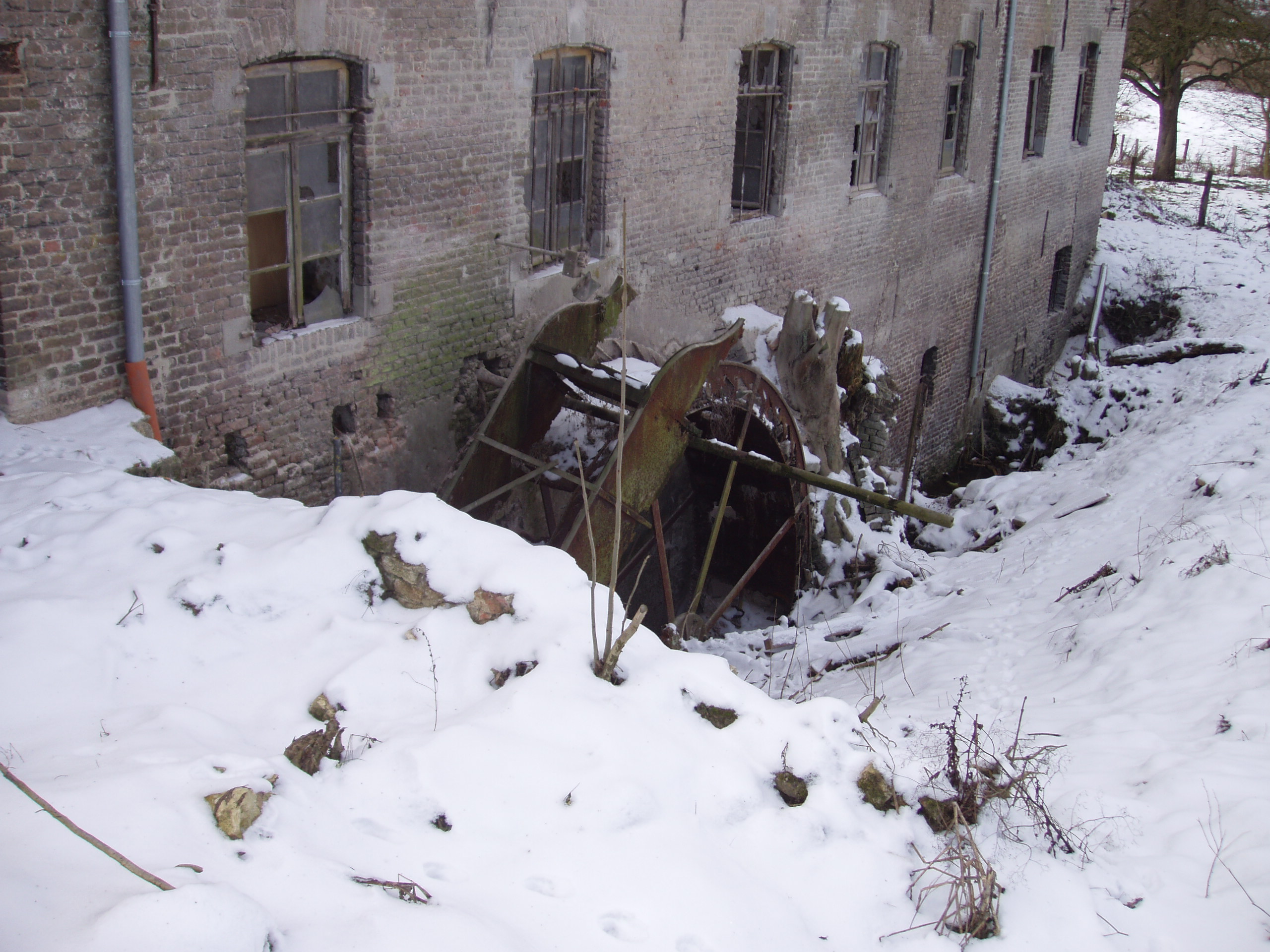
De Frankenhofmolen
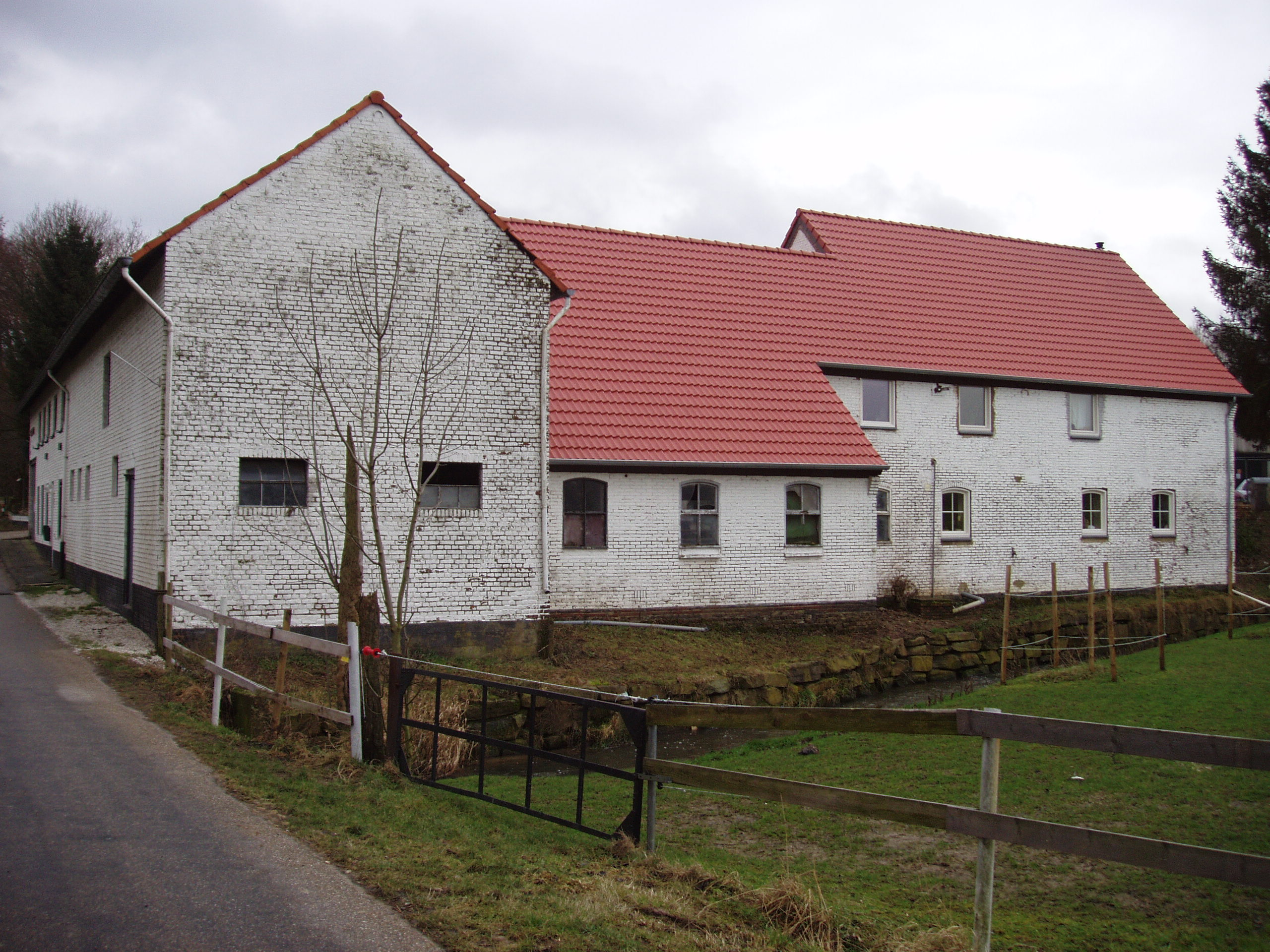
De Schuurmolen

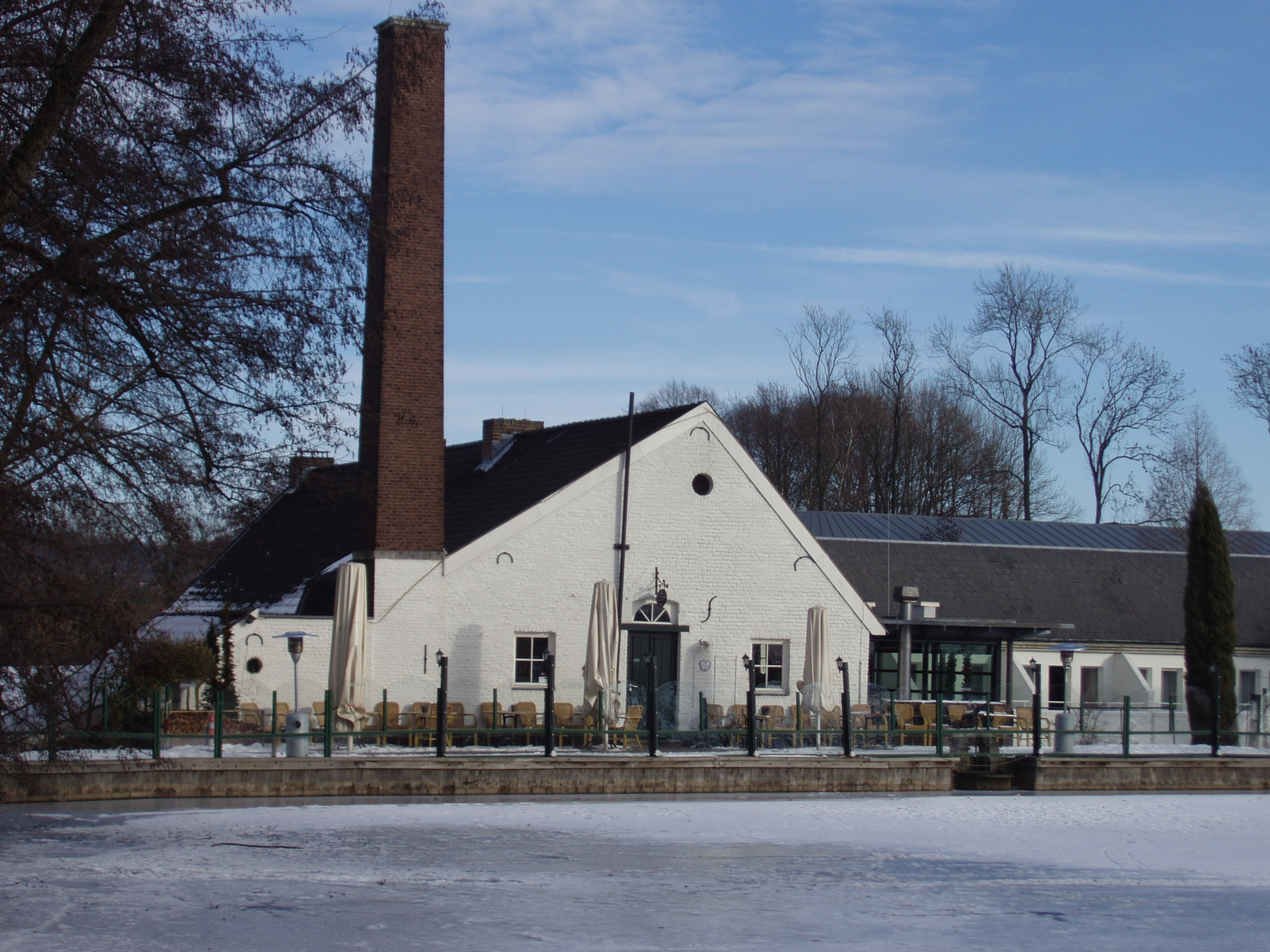
De stuwvijver bij de Vaalsbroekermolen
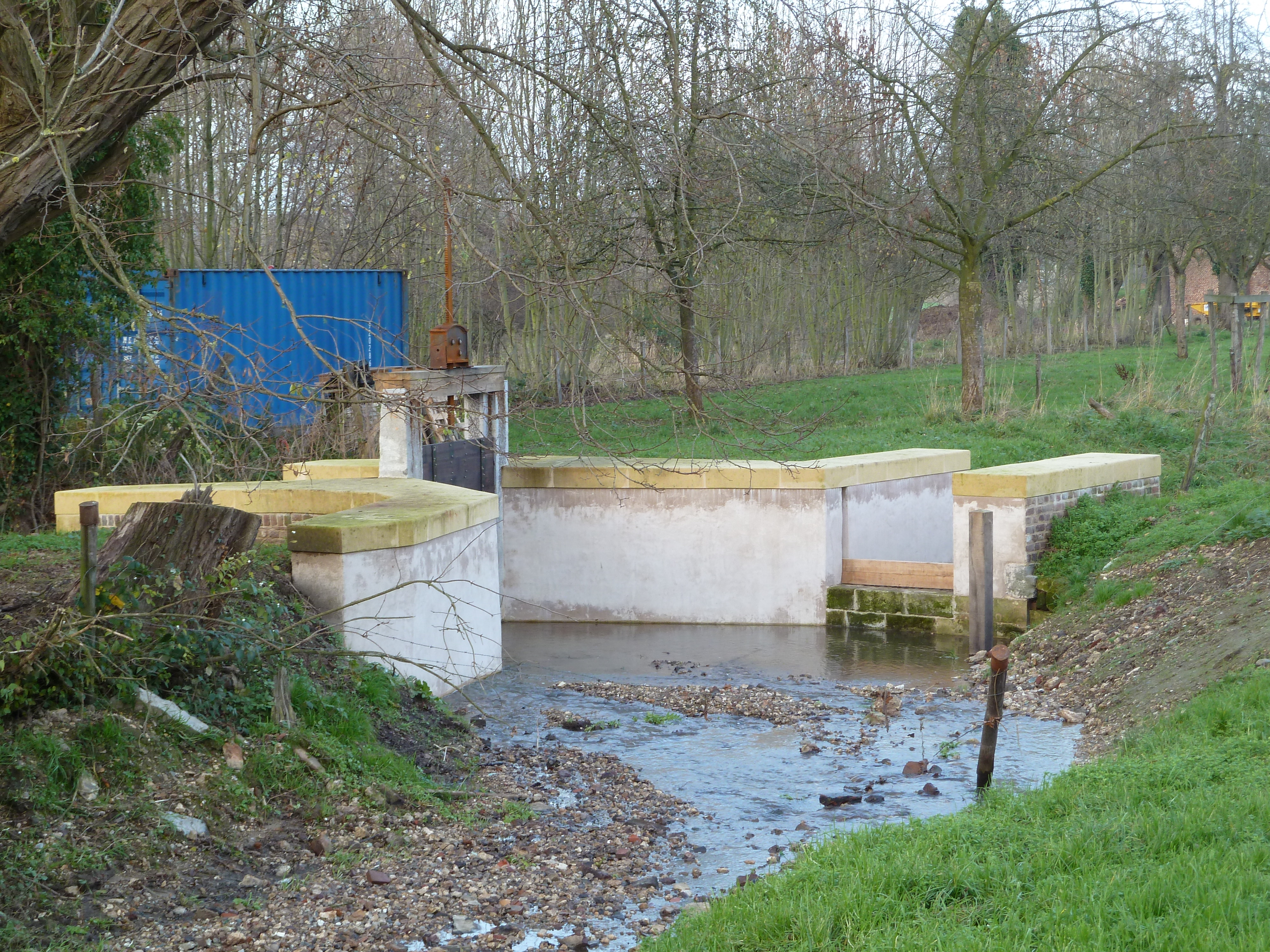
Het sluisje voor de Frankenhofmolen: de beek gaat hier linksaf, de molentak rechtdoor
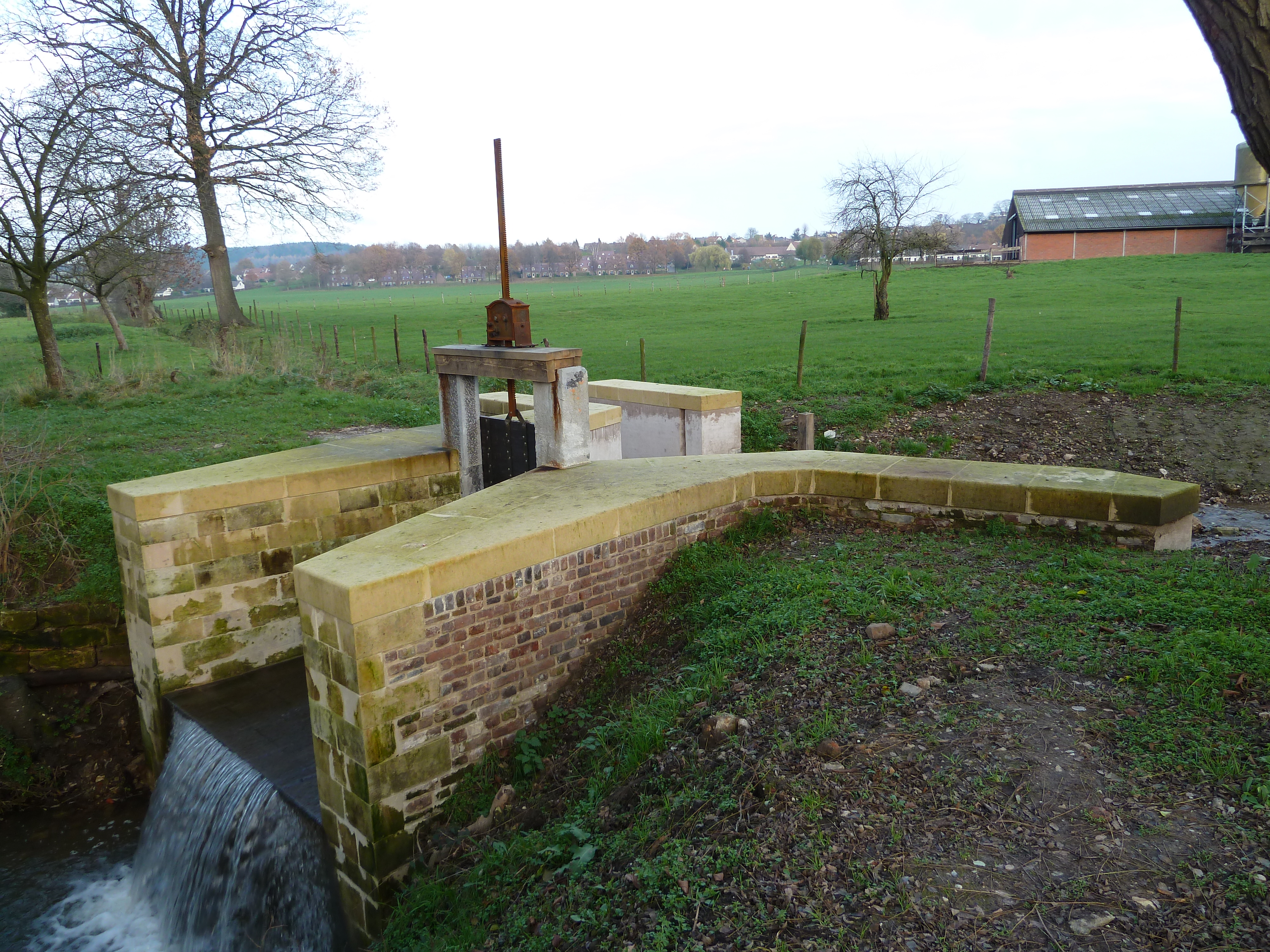
Sluisje waar links de beek vervolgt
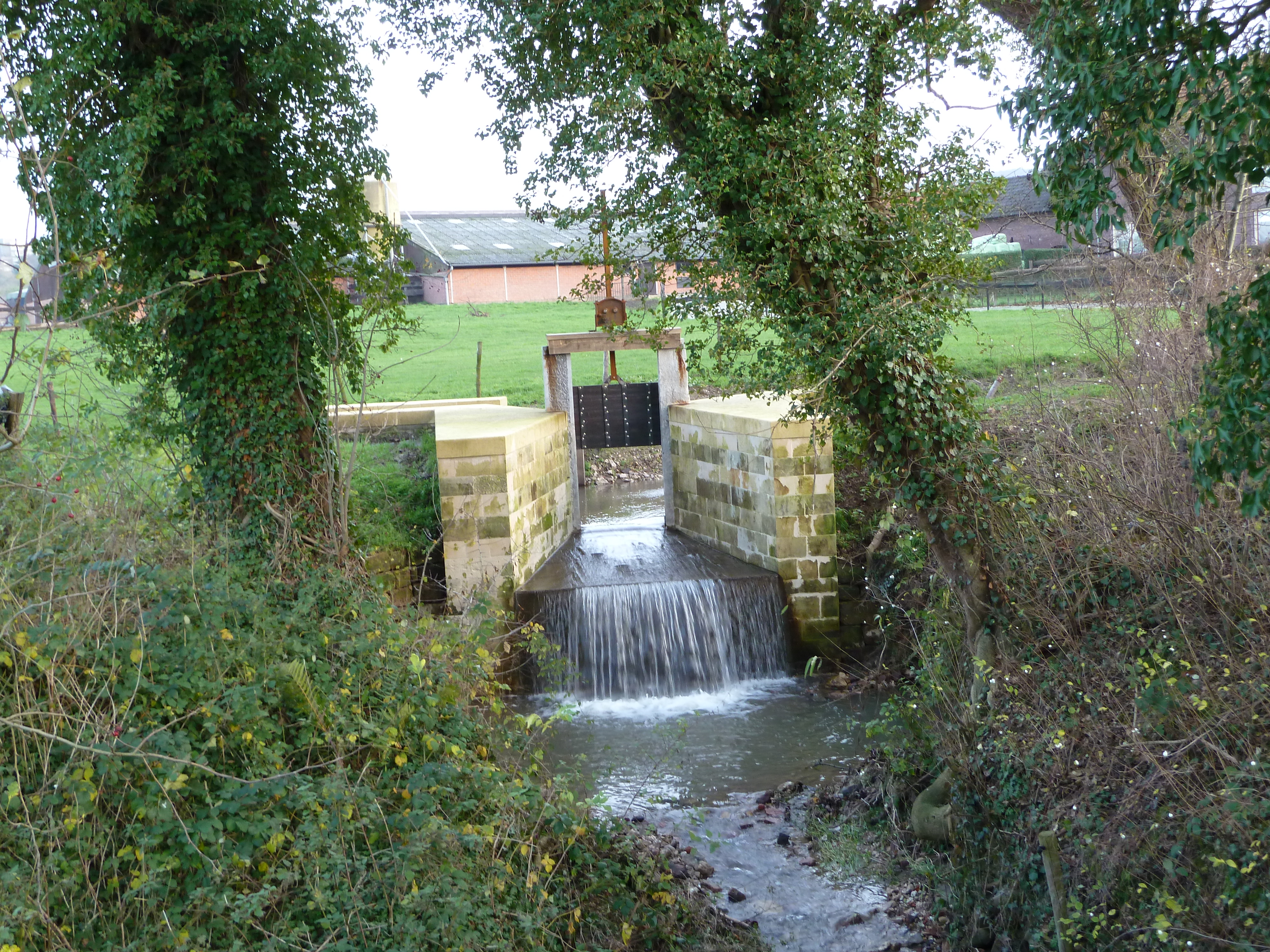
Zelfde sluisje kijkende stroomopwaarts
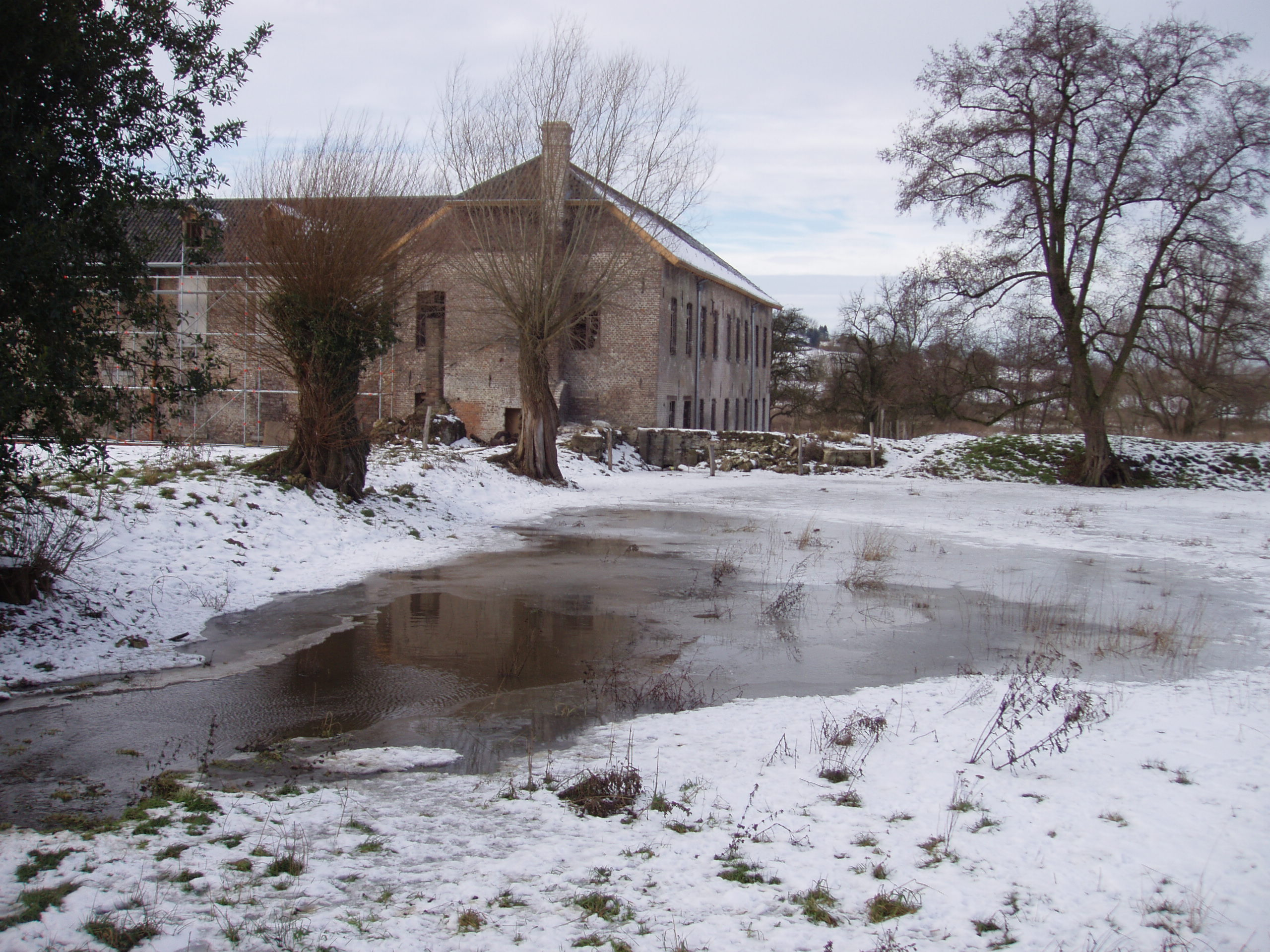
Een stuwvijver bij de Frankenhofmolen
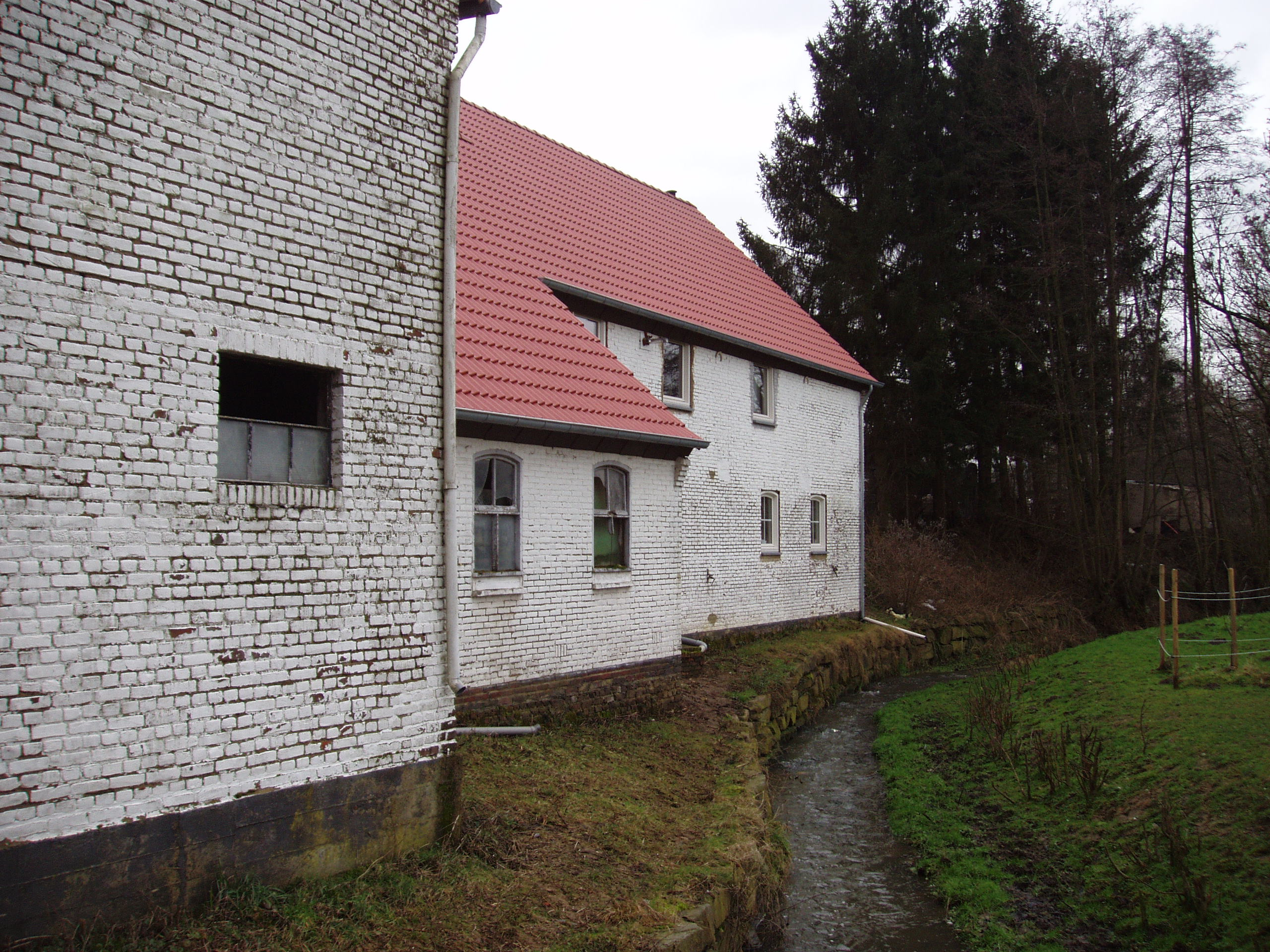
De beek bij de Schuurmolen
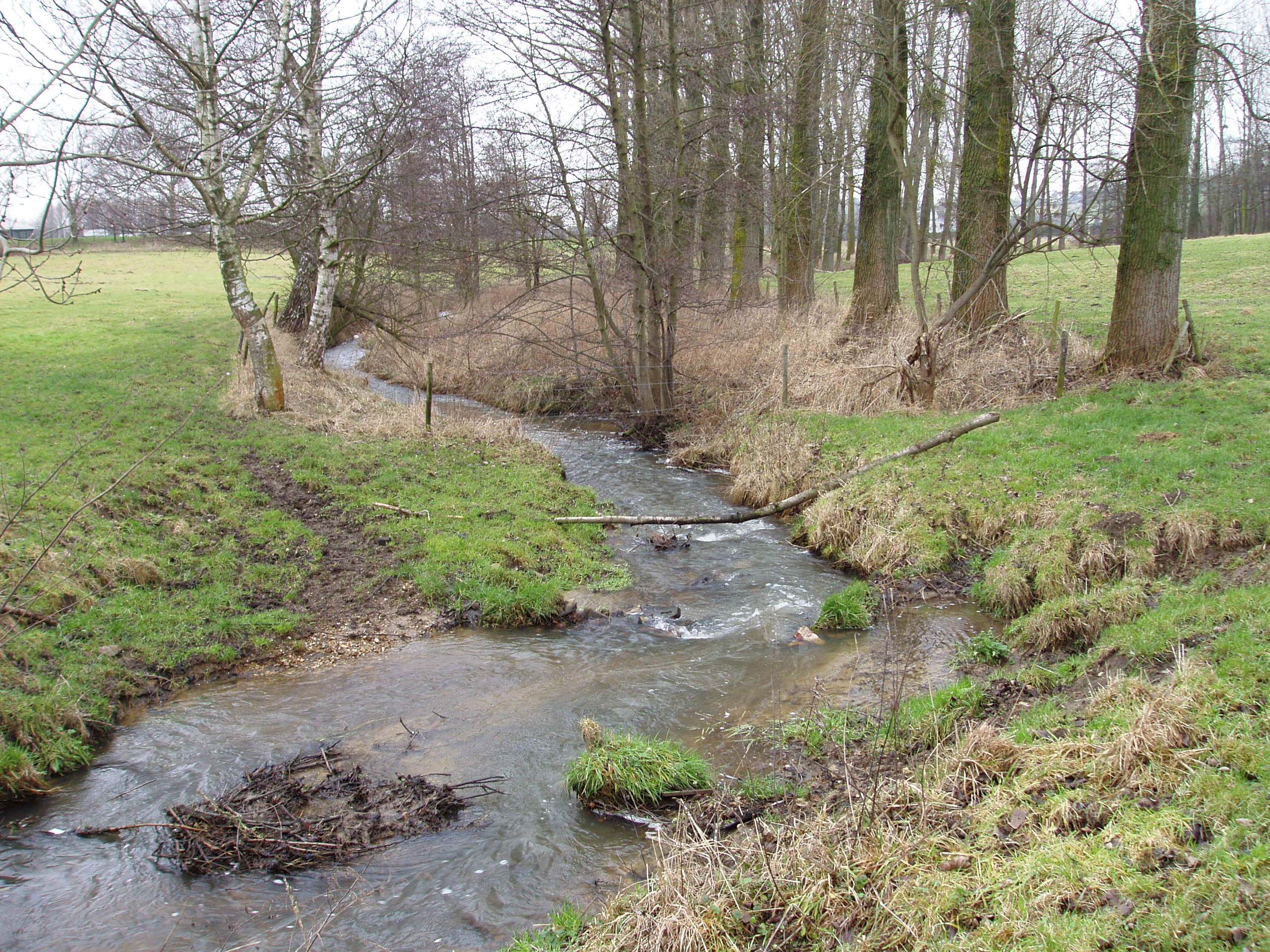
De beek na de Schuurmolen